# Olivier Niyungeko
Olivier Niyungeko (10 ottobre 1970) è un allenatore di calcio burundese, con la nazionale burundese ha raggiunto la prima storica qualificazione alla Coppa d'Africa in vista dell'edizione del 2019.

## Carriera
Durante la stagione 2012-2013 Niyungeko ha portato la squadra burundese dei Flambeau de l'Est al suo primo titolo nazionale.
Nel 2016 è stato nominato commissario tecnico del Burundi. Nel 2018 è riuscito nell'impresa storica di qualificare la propria nazionale per la Coppa d'Africa 2019: si tratta della prima qualificazione della formazione burundese alla competizione, ottenuta non perdendo alcuna partita delle eliminatorie, dove il Burundi ha estromesso il Gabon. Nella fase finale del torneo la squadra ha chiuso con l'eliminazione nella fase a gironi.

## Palmarès

### Allenatore

#### Club

##### Competizioni nazionali
- Amstel Ligue: 1

Flambeau de l'Est: 2012-2013